# 伽藍岳

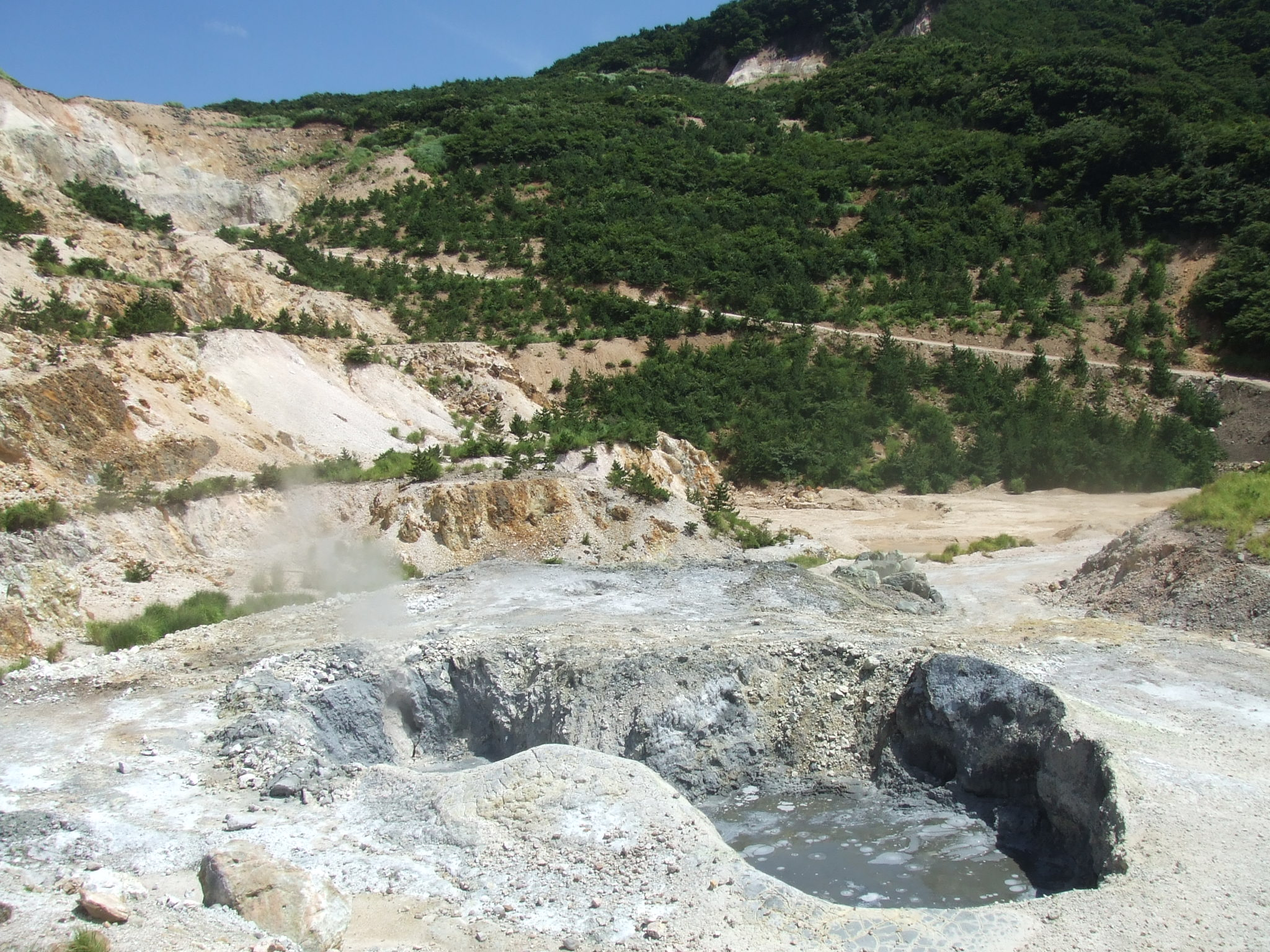
伽藍岳噴火口

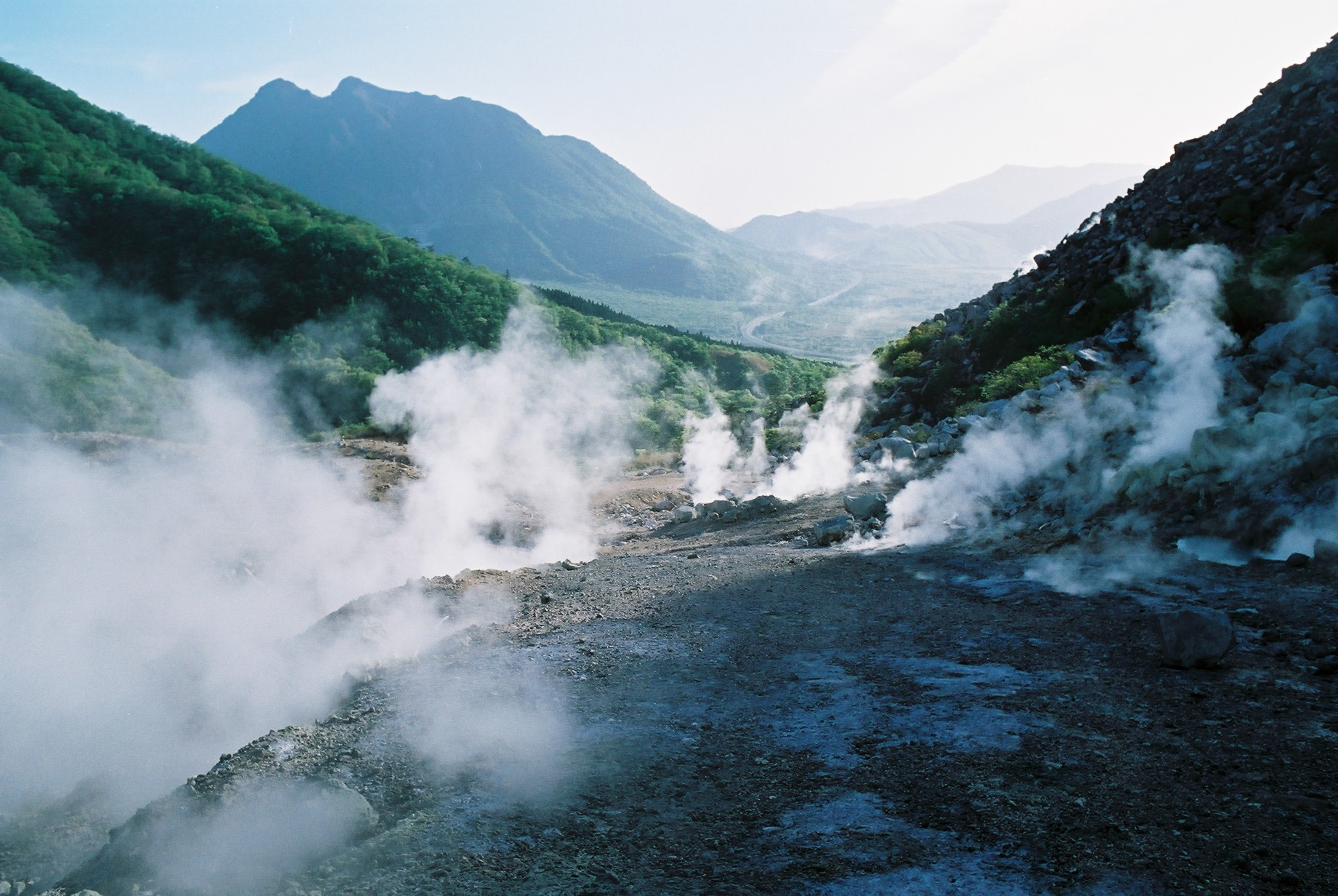
伽藍岳噴気孔群

伽藍岳（がらんだけ）は、大分県由布市にある成層火山の活火山。標高は1,045mで、別名を硫黄山という。行政上は由布市にあるが別府市の後背地に位置しており、伽藍岳から別府湾へ伸びる鉄輪断層沿いには別府八湯のうちの明礬温泉、鉄輪温泉、柴石温泉、亀川温泉がある。西側の山腹には塚原温泉がある。

## 概要
鶴見岳（標高1,375m）を主峰とする火山群の北端にあり、標高は1,045.3m。中腹には直径300m の円弧状の火口地形があり、噴気活動が活発である。その北側の斜面（西峰）には溶岩ドームの崩落によると思われる溶岩が多数認められる。2003年には、気象庁の見直しによって、活火山として認識すべき範囲に加えられた。気象庁指定の火山としては、鶴見岳と合わせて鶴見岳・伽藍岳と呼ばれる。

## 過去の噴火
伽藍岳は、約9500年前より若干古い時代に生成されたと考えられている。伽藍岳では1200年前と1000年前に小規模な水蒸気爆発が発生し、火山灰が南部や西麓に堆積した。1000年前の噴火では土石流が発生し、西麓の沢沿いに堆積したと考えられる。867年（貞観9年）に噴火した記録がある。

## 最近の火山活動
867年の噴火の記録以降は噴火の記録はない。火口がある周辺はシリカの露天掘り鉱山跡であり、1966年頃には珪酸白土鉱床が｢別府白土｣の名称で採掘されていたが、海外からの安価なシリカ鉱石の輸入に押され、1990年代に廃坑となっている（別府白土砿業株式会社塚原鉱山）。噴気帯をもつ地獄（塚原地獄）と認識されていたが、1995年、パワーショベルで作業中に一部が陥没し熱泥が噴出するようになった。熱泥の噴出部分は年々拡大し、2008年現在、直径10メートル以上に成長し火口を形成している。火口内には熱泥が滞留しており、気象庁は泥火山に分類している。塚原地獄のちょうど反対側が別府温泉の明礬地区に相当し、同地区の熱源になっているのが、この鶴見岳・伽藍岳である。
火口周辺にも噴気が出現し、元からあった噴気帯は陥没の恐れが出てきた為、入場禁止となった。火口部分は塚原温泉から徒歩3分で到達できるが、近年入場が有料化された。
気象庁は2009年度補正予算により伽藍岳の山麓（伽藍岳山頂から2〜3km）に短周期地震計（地上型）、GPS及び検知網を整備した。また、大分県が伽藍岳の山麓（伽藍岳山頂から6km）に監視カメラを設置している。伽藍岳の直下5kmに存在する低比抵抗領域は地震の空白域にもあたり、マグマの存在が示唆される。